# Émile Chaudron
Émile Chaudron, né à Charleroi le 7 juin 1885 et mort à Charleroi le 17 décembre 1946, est un avocat et homme politique belge, de tendance socialiste.

## Biographie
Émile Charles Georges Louis Chaudron, né à Charleroi le 7 juin 1885, est le fils d'Émile Adrien Chaudron, avocat, juge de paix suppléant du canton de Gosselies et conseiller communal libéral puis socialiste de Charleroi, et de Jeanne Quertinier. 
Il obtient le diplôme de docteur en droit à l'Université libre de Bruxelles et s'inscrit en 1911 au barreau de Charleroi, prenant la succession de son père à son décès en 1913. 
Pendant la Première Guerre mondiale, il défend les patriotes belges traduits en justice par la justice militaire allemande. Dans l'entre-deux-guerres, il est membre du Conseil de l'ordre des avocats de Charleroi.
Tout comme son père, il s'inscrit dans la mouvance socialiste. De 1920 à 1924 et de 1928 à son décès, il est conseiller communal de Charleroi et, de 1921 à 1924, échevin de l'État civil. Il est par ailleurs président de L'Émancipation, société de libre pensée de la ville et administrateur du journal socialiste Journal de Charleroi.
Sénateur suppléant de l'arrondissement Charleroi-Thuin d'Émile Mousty, il prend sa succession à son décès le 17 mars 1936. Il exerce le mandat de sénateur jusqu'au terme de celui-ci, 24 mai 1936.
À la suite de son décès à Charleroi le 17 décembre 1946, il reçoit des funérailles civiles le 20 décembre 1946 et est inhumé au cimetière de Charleroi-nord.